# Coniglio d'Angora
Il coniglio d'Angora (in turco Ankara tavşanı) è una razza di coniglio europeo molto apprezzata per la particolarità del suo pelo, dal quale si ricava l'omonima fibra.

## Storia
Si tratta di una delle varietà più antiche di coniglio domestico, che ha avuto origine ad Ankara (un tempo conosciuta come Angora), in Turchia, così come il gatto d'Angora e la capra d'Angora. Questo coniglio fu molto popolare nel regno di Francia verso la metà del Settecento e si diffuse nel resto d'Europa alla fine del secolo. Nei primi anni del Novecento alcuni esemplari furono portati negli Stati Uniti.

## Descrizione
Questo animale presenta una pelliccia che può raggiungere gli 8 cm di lunghezza e che ricopre anche guance, orecchie e fronte. Come animale da compagnia richiede molte cure visto che deve essere spazzolato tutti i giorni.
Esistono diverse varietà di coniglio d'Angora, ma soltanto quattro sono riconosciute dall'ARBA (American Rabbit Breeders' Association): Inglese, Francese, Gigante e Satin.

### Varietà Nana
È l'incrocio del coniglio angora francese con quello nano. Perciò si presenta più piccolo degli altri conigli angora. Ha il pelo lungo e molto morbido.
Peso: da 1,2 a 1,5 kg

### Varietà Inglese
- Peso: da 2.0 a 3.5 kg

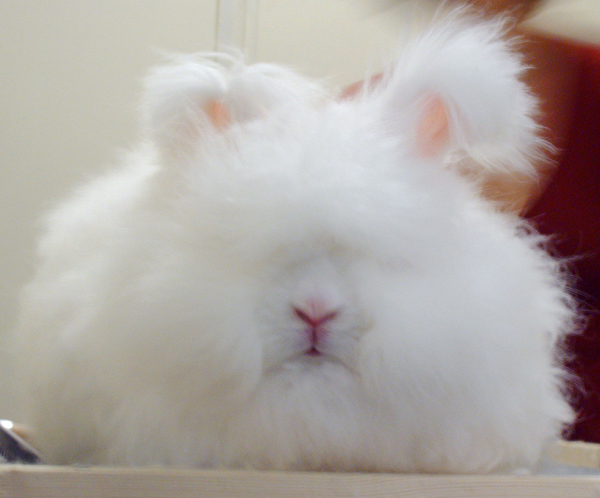
Un esemplare di Angora Inglese.

Fino al 1939, i conigli d'Angora destinati alla produzione di lana (Angora Wooler) erano considerati un'unica razza; dopodiché l'ARBA li suddivise in "tipologia inglese" e "tipologia francese". Nel 1944, furono ufficialmente riconosciute come due razze distinte.
L'Inglese è il coniglio d'Angora di taglia più piccola tra le razze riconosciute. È più comunemente utilizzato come animale da compagnia. Può essere sia bianco che con macchie colorate, ed è l'unico coniglio ad avere gli occhi coperti dal pelo.

### Varietà Francese
- Peso: da 3.5 a 4.5 kg

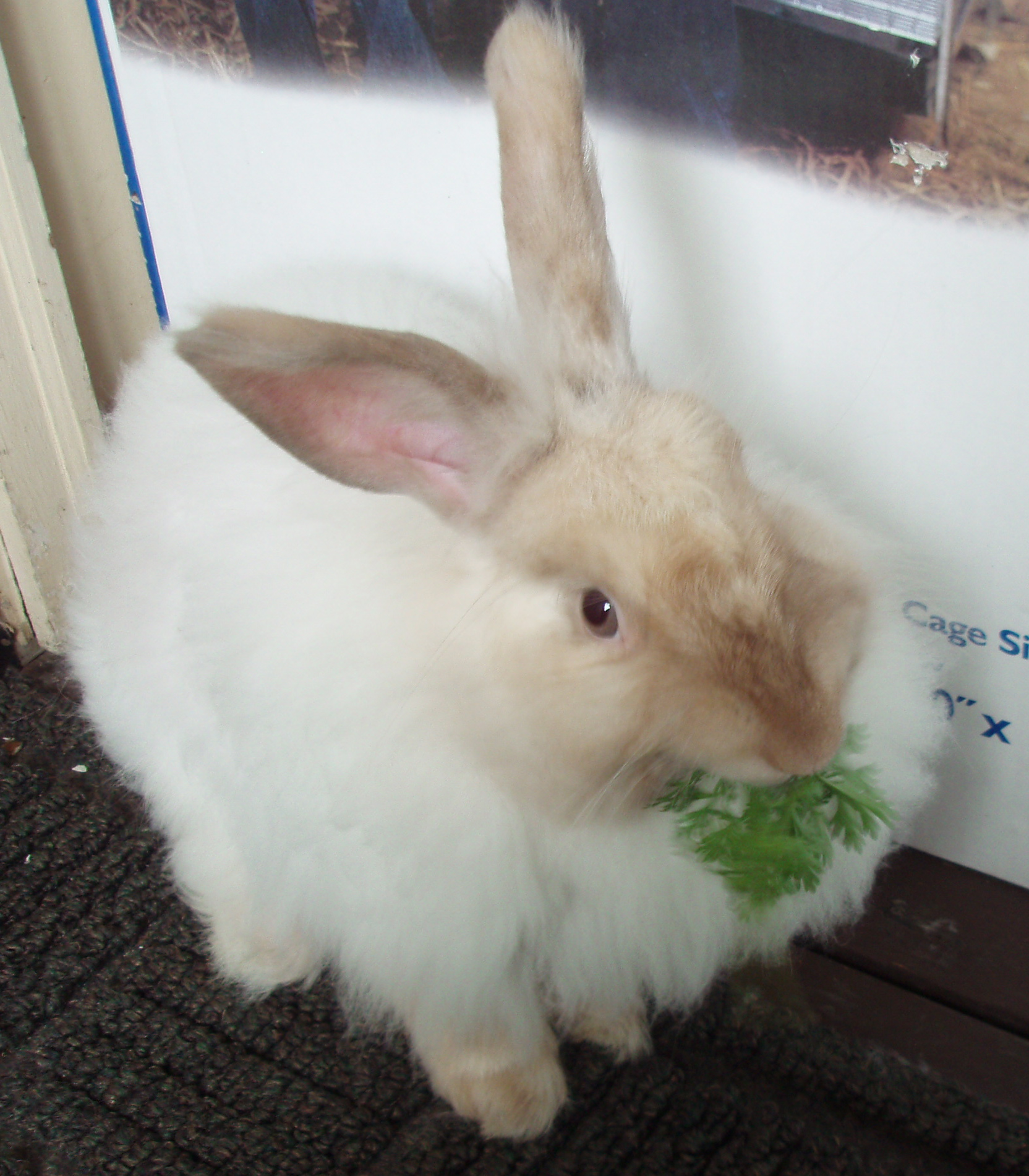
Un esemplare di Angora Francese.

Generalmente richiede, per quanto riguarda il pelo, minori sforzi di manutenzione rispetto alle altre varietà. Ha più o meno gli stessi colori dell'Inglese. È di dimensioni piuttosto grandi e le fibre che produce sono utilizzate per maglioni, guanti e vestiti per neonati.

### Varietà Gigante
- Peso: 4.5 kg o più grande.

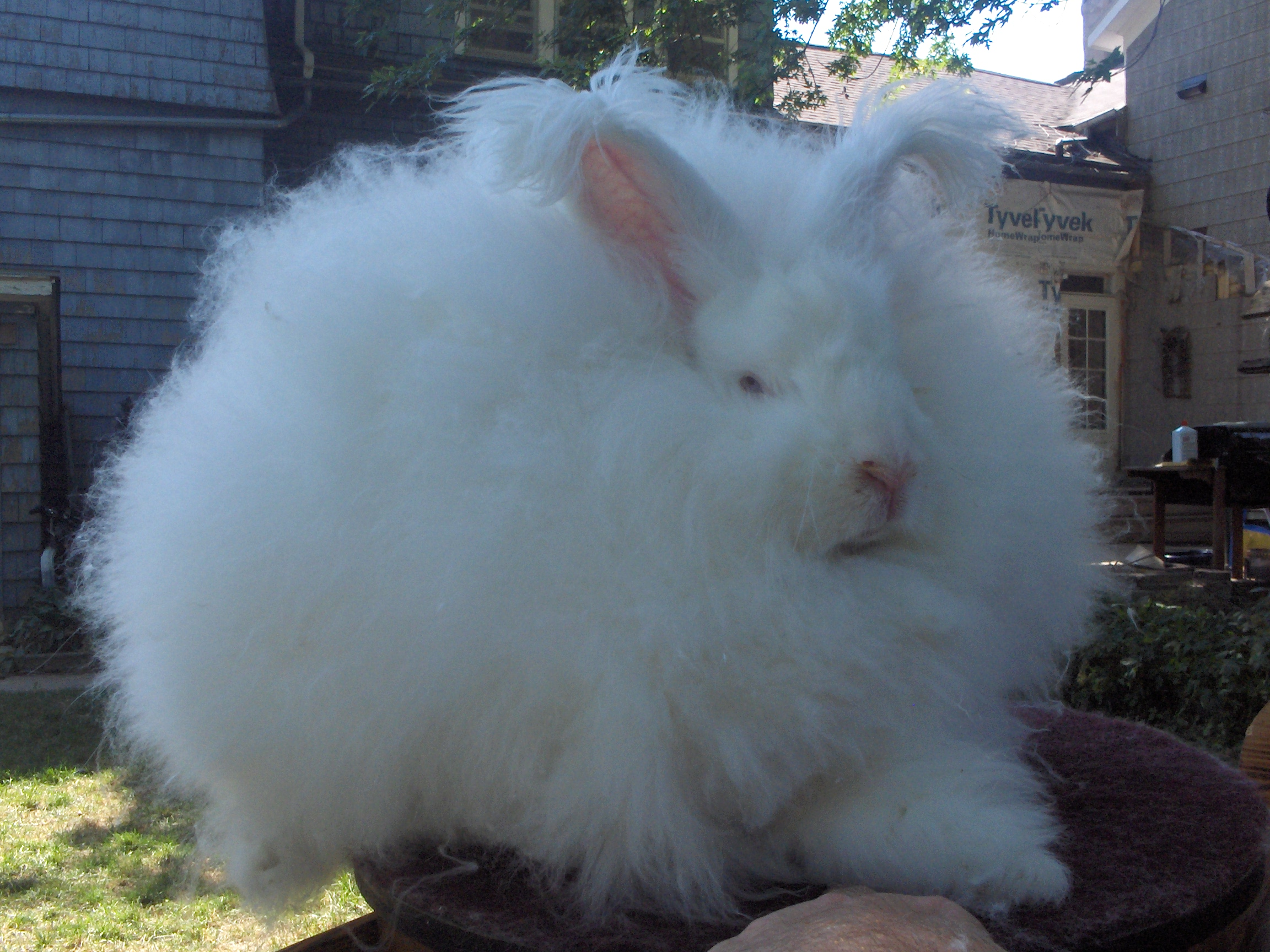
Un esemplare di Angora Gigante.

È il più grande di tutti, è di colore bianco con occhi rossi (è infatti spesso detto "albino") ed è una varietà creata da Louise Walsh (di Taunton, nel Massachusetts) col fine di ottenere un coniglio più efficiente nella produzione di lana. Il suo manto contiene tre diversi tipi di lana. È spesso confuso con la varietà tedesca (non riconosciuta dall'ARBA).
Come molte razze "giganti" di coniglio, ha una crescita lenta; normalmente può impiegare fino ad un anno e mezzo per raggiungere, relativamente a taglia e peso, la completa maturità.

### Varietà Satin
- Peso: da 3.0 a 4.5 kg

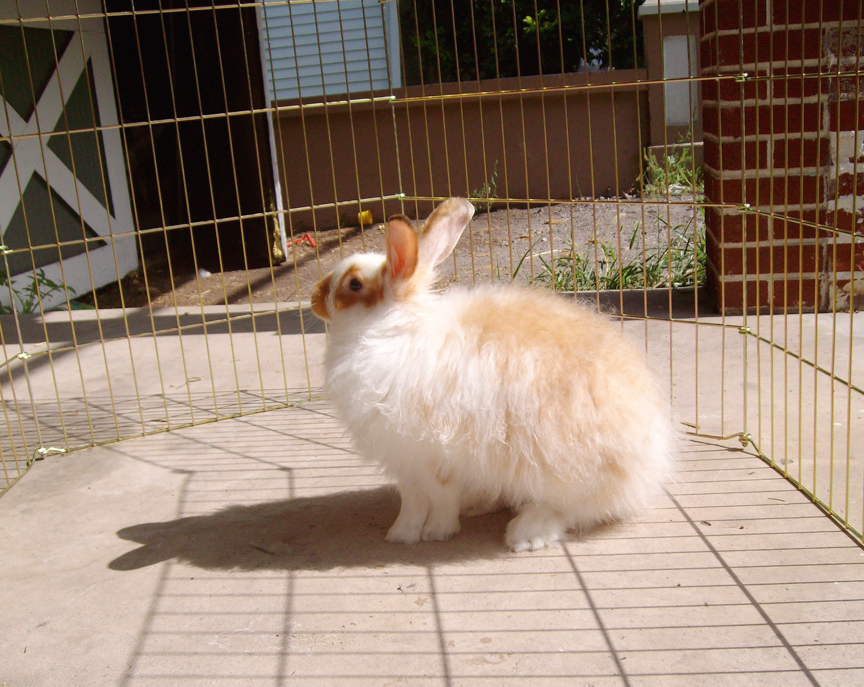
Un esemplare Satin.

L'Angora Satin deriva da incroci tra conigli Satin e Angora francesi. È rinomato per la lucentezza della sua lana (detta appunto "satinata"), sebbene ne produca meno rispetto alle altre varietà di coniglio d'Angora. Questo aspetto è comunque in corso di perfezionamento mediante tecniche di allevamento selettivo.